# Saaspass
Der Saaspass ist ein nur zu Fuss erreichbarer Gebirgspass in der Fläschenspitzkette auf 1896 m ü. M. im Kanton Schwyz. Er verbindet das südlich des Sihlsees gelegene, zur Gemeinde Unteriberg gehörige Studen (Kanton Schwyz) mit Richisau im Klöntal (Kanton Glarus). Auf der Ostseite des Passes besteht eine Verbindung über den Schwialppass ins nahe Wägital, und über den Pragelpass ins Muotathal.
Unmittelbar unterhalb des Passes, auf der Schwyzer Seite, liegt der Bergsee Sihlseeli. Dieser abflusslose, bei Hobbyfischern beliebte See, erhielt seinen Namen, weil in der Nähe die Sihl entspringt.

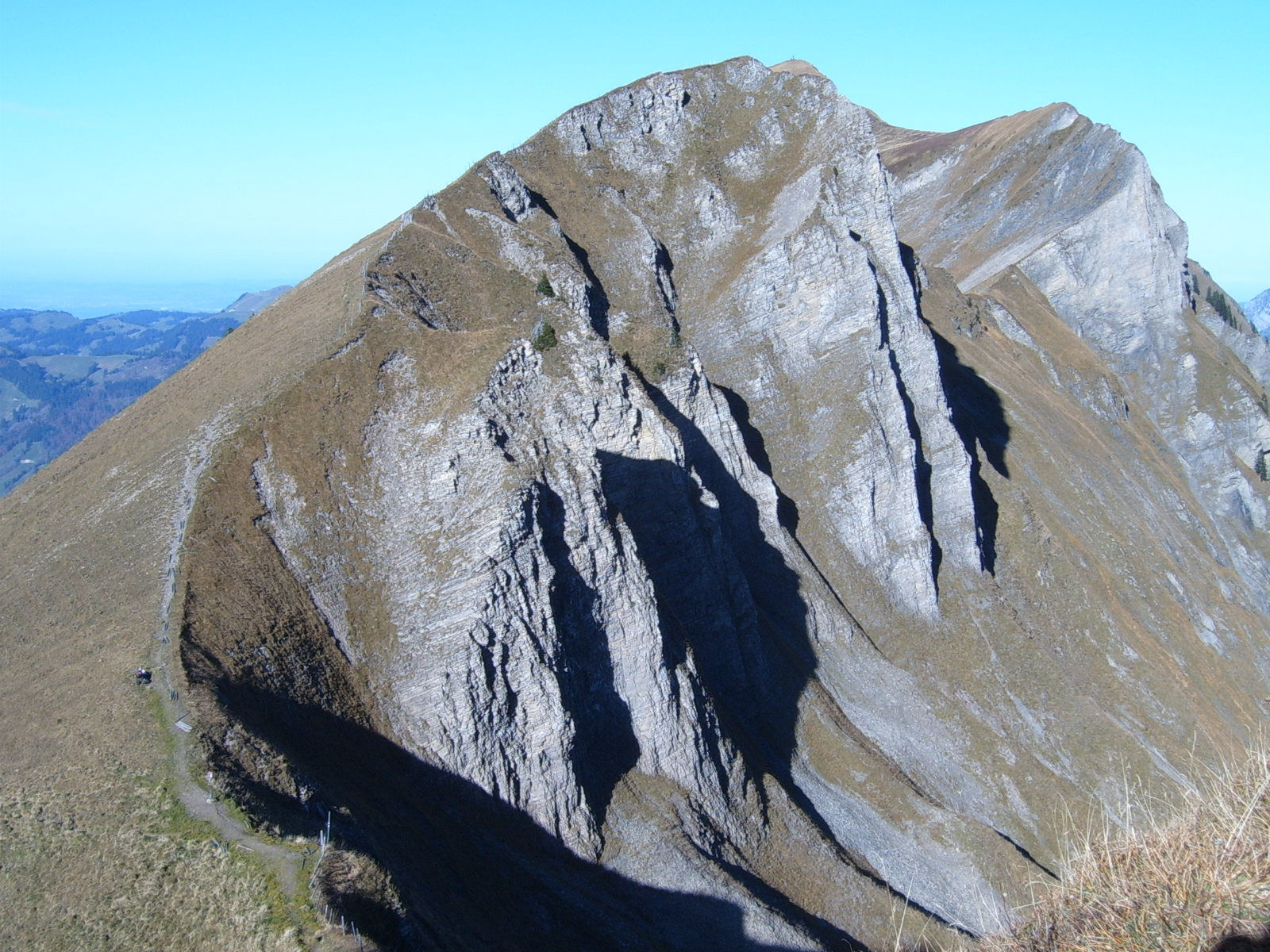
Biet (1968 m), im Vordergrund der Saaspass